# José Domingo Jaramillo Urzúa
José Domingo Jaramillo Urzúa (25 de julio de 1851-Nancagua, 9 de mayo de 1916) fue un agricultor y político chileno.

## Familia
Nació el 25 de julio de 1851, siendo el tercero de los cinco hijos del matrimonio conformado por exdiputado propietario Pedro José Jaramillo Niño y Mercedes Urzúa Correa.
Se casó con Jesús Valderrama Lira, hermana del político liberal José María Valderrama Lira, con quien tuvo tres hijos: Mercedes, Armando y Fernando; estos últimos también serían parlamentarios y, ministros de Estado. Entre sus nietos se encuentra el exdiputado, exsenador y exembajador, Armando Jaramillo Lyon, militante del Partido Liberal (PL).

## Carrera pública
Se dedicó a las actividades agrícolas en su fundo "El Cardal" en la comuna de Nancagua, lugar donde también se desempeñó como alcalde. Fue electo diputado por San Fernando, por el período legislativo 1897-1900; integrando en su gestión la Comisión Permanente de Guerra y Marina.
Falleció en su fundo el 9 de mayo de 1916, a los 65 años.